# Tetilla diaenophora
Tetilla diaenophora är en svampdjursart som beskrevs av Claude Lévi 1958. Tetilla diaenophora ingår i släktet Tetilla och familjen Tetillidae.
Artens utbredningsområde är havet utanför Saudiarabien. Inga underarter finns listade i Catalogue of Life.